# Наша реч (Скопље)
Наша реч су биле српске новине које су излазиле у Скопљу, Краљевина Југославија, од 1939. до 1941. године. Поред материјала на српском језику, објављује и материјале на локалним македонским дијалектима. 

## Историја
Лист је почео да излази 5. фебруара 1939. године и незванични је орган Комунистичке партије Југославије. Објавили су укупно 24 броја под називом Наша реч и по два броја под називом Наш глас и Наш лист.  
Прво уредништво листа је именовано одлуком ЦК КПЈУ и у њему су адвокат Милош Мацура као власник и издавач, адвокат Дејан Алексић као главни и одговорни уредник, адвокат Нада Богданова, студент Бошко Шилеговић, филозоф Душко Поповић, професор Радован Лалић и технички уредник и лектор Александар Аксић. 
Лист успева да окупи скоро све истакнуте македонске интелектуалце и нашироко покрива живот и прилике у Северној Македонији. Такође објављује бројне поетске и прозне књижевне чланке на локалним дијалектима. Међу сарадницима су комунистички активисти Кузман Јосифовски, Васил Антески, Страхил Гигов, Мирче Ацев, Борко Талески, Красте Црвенковски, Исак Леви, Стефан Наумов, Кирил Миловски, Димитар Стра Ангелов-Габерот, Ванчо Бурзев, Свештарот, Пинџур, Боржевски, Ристо Дуковски, Цветан Димов, Орце Николов, Милева Сабо, Маргарита Софијанова, Боро Чушкар, Панче Пешев, као и писци Коста Рацин, Волче Наумчески, Мите Богоевски, Кире Димов, Гојчо Стевски, Гојчо Стевковски, Кујош Ла Зарковски, Кујош Ла Зарковски, Ристо Лажовски, Кузман Јосифовски, Александар Градачки. Многи од њих су погинули током отпора у годинама Другог светског рата, а остали су учествовали у изградњи комунистичке Народне Републике Македоније. 